# Kabinett Lorenz III
Das Kabinett Lorenz III (Ministerium) bildete vom 14. Juni 1928 bis 29. Juni 1931 die Landesregierung des Freistaates Schaumburg-Lippe. Trotz absoluter Mehrheit, bildete die SPD mit den zwei bürgerlichen Parteien DDP un DNVP eine Koalition. Nach dem Tod von Hermann Rinne und dem Rücktritt von Carl Lagershausen am 3. April 1929, regierte die SPD allein. 
| Amt                          | Name                                                                                                   | Partei       |
| ---------------------------- | --- | ------------ |
| Staatsrat                    | Heinrich Lorenz                                                                                        | SPD          |
| Mitglied der Landesregierung | Heinrich Kapmeier Wilhelm Seiger Hermann Rinne, bis 25. März 1929 Carl Lagershausen, bis 3. April 1929 | SPD DDP DNVP |